# Struha
Struha (ukr. Струга) – wieś na Ukrainie, w obwodzie chmielnickim, w rejonie nowouszyckim.